# Municipio de Pleasant Ridge (Arkansas)
El municipio de Pleasant Ridge (en inglés: Pleasant Ridge Township) es un municipio ubicado en el condado de Fulton en el estado estadounidense de Arkansas. En el año 2010 tenía una población de 1926 habitantes y una densidad poblacional de 13,59 personas por km².

## Geografía
El municipio de Pleasant Ridge se encuentra ubicado en las coordenadas 36°17′0″N 91°38′33″O / 36.28333, -91.64250. Según la Oficina del Censo de los Estados Unidos, el municipio tiene una superficie total de 141.73 km², de la cual 140,85 km² corresponden a tierra firme y (0,62 %) 0,88 km² es agua.

## Demografía
Según el censo de 2010, había 1926 personas residiendo en el municipio de Pleasant Ridge. La densidad de población era de 13,59 hab./km². De los 1926 habitantes, el municipio de Pleasant Ridge estaba compuesto por el 95,95 % blancos, el 0,26 % eran afroamericanos, el 0,57 % eran amerindios, el 0,52 % eran asiáticos, el 0,47 % eran de otras razas y el 2,23 % eran de una mezcla de razas. Del total de la población el 1,14 % eran hispanos o latinos de cualquier raza.